# Водяное (Запорожский район)
Водяное (укр. Водяне) — село,
Широковский сельский совет,
Запорожский район,
Запорожская область,
Украина.
Код КОАТУУ — 2322189002. Население по переписи 2001 года составляло 46 человек.

## Географическое положение
Село Водяное находится на одном из истоков реки Томаковка,
на расстоянии в 3 км от села Преображенка (Томаковский район) и в 5,5 км от села Широкое.
Река в этом месте пересыхает, на ней сделана запруда.

## История
- 1870 год — дата основания села Розенбах.
- В 1945 г. — переименовано в Водяное[2]